# University épület (Oregoni Egyetem)
A University épület (angolul: University Hall, korábban Deady épület) az Oregoni Egyetem legrégebbi, 1873-tól 1876-ig épült létesítménye az Amerikai Egyesült Államok Oregon államának Eugene városában. Kivitelezője William W. Piper tervei alapján W. H. Abrams. Egykor „Régi épületként” hivatkoztak rá, de 1893-ban felvette Matthew Deady bíró nevét, aki ellenezte az állami egyetemeket, és 1857-ben az állam új alkotmányából töröltette az erre vonatkozó cikkelyt. Deady volt az egyetem első igazgatósági elnöke.
Az italizáló építészeti stílusú létesítmény 1972-ben bekerült a történelmi helyek jegyzékébe, 1977-ben pedig nemzeti emlékhellyé nyilvánították.
Az alkotmány elfogadása idején az államban nem telepedhettek le a Deady által diszkriminált afroamerikaiak. Nézetei miatt többen követelték az épület átnevezését, és 2020. június 10-én Michael H. Schill rektor az igazgatótanácsnak írt levelében kérte az átnevezést. Június 24-én az elnevezést ideiglenesen Universityre módosították, a végleges névről később döntenek.

## Fordítás
- Ez a szócikk részben vagy egészben  az   University Hall (University of Oregon) című angol Wikipédia-szócikk ezen változatának fordításán alapul.  Az eredeti cikk szerkesztőit annak laptörténete sorolja fel. Ez a jelzés csupán a megfogalmazás eredetét és a szerzői jogokat jelzi, nem szolgál a cikkben szereplő információk forrásmegjelöléseként.